# Geoffrey Benedict Clifton-Brown
Geoffrey Benedict Clifton-Brown, britanski general, * 1899, † 1983.